# اوجاک الجزایر
اوجاک الجزایر (انگلیسی: Odjak of Algiers) یکی از واحدهای نظامی الجزایر عثمانی بود. این بخش کاملاً مستقل از سپاه ینی‌چری عمل می‌کرد و عنوان فرمانده این واحد «آقا» بود. این یگان در اداره داخلی کشور و سیاست نیز مشارکت داشت و چندین سال بر کشور حکمرانی می‌نمود. آنها تا سال ۱۸۱۷ به عنوان یک واحد دفاعی، گارد و ابزار سرکوب عمل می‌کردند.

## ترکیب بندی
این واحد در ابتدا کاملاً متشکل از «ترک‌ها» بود که معمولاً از شام یا آناتولی بودند. این «ترک‌ها» همگی ترک نبودند، و شامل آلبانیایی‌ها، یونانی‌ها، بلغارها، کردها، مالتی‌ها و غیره بودند. اعراب و بربرها اجازه پیوستن به این واحد نظامی را نداشتند. دلیل این امر آمیزه‌ای از نژادپرستی فرماندهان سپاه علیه مردم محلی بود و ترس از اینکه پذیرش الجزایری‌های محلی در این سپاه‌ها باعث شورش آنها شود.